# Porte-parole des évêques dans l'Église d'Angleterre
Les évêques porte-parole de l'Église d'Angleterre sont des évêques de l'église qui, outre leur siège, ont un rôle épiscopal dans un secteur, une situation ou un groupe de personnes particulier.

## Les évêques dans les prisons de Sa Majesté
L'évêque aux prisons de Sa Majesté est un poste épiscopal lié à l'aumônerie auprès du service du His Majesty's Prison Service.
Le poste a été occupé par au moins cinq évêques:
- 1975–1985: John Cavell, Évêque de Southampton
- 1985: Br Michael Fisher, Évêque de St Germans
- 1985–2001: Robert Hardy, Évêque de Maidstone jusqu'en 1987, puis de Lincoln
- 2001–2007: Peter Selby, Évêque de Worcester
- 2007–2013: James Jones, Évêque de Liverpool
- 2013–présent: James Langstaff, Évêque de Rochester[1]

## Évêques pour la vie urbaine et la foi
L'évêque de la vie urbaine et de la foi est un poste épiscopal en rapport avec le rayonnement de l'église dans les communautés urbaines.
Le poste a été occupé par deux évêques depuis sa création en 2006:
- 2006–2009: Stephen Lowe, Évêque de Hulme
- 2009–présent: Christopher Chessun, Évêque de Woolwich puis de Southwark

## Évêque principal sur les questions de santé
Le 20 octobre 2010, il a été annoncé que l'Évêque de Carlisle James Newcome, avait été nommé évêque principal pour les questions de santé.

## Évêque principal des communautés religieuses
David Walker, évêque de Dudley  puis de Manchester préside le Conseil consultatif sur les relations entre les évêques et les communautés religieuses depuis avant novembre 2012; en tant que tel, il est décrit comme l'évêque principal des communautés religieuses.

## Présidents du CMDDP
Le 19 avril 2013, il a été annoncé que Nick Holtam, évêque de Salisbury avait été nommé président du Comité pour le ministère auprès des personnes sourdes et handicapées (CMDDP).

## Évêques pour l'enseignement supérieur
Depuis environ mai 2013, Tim Dakin, évêque de Winchester, a également été évêque chargé de l'enseignement supérieur, un rôle relevant respectivement aux universités et des collèges.